# 大森康瑛
大森 康瑛（おおもり こうえい、2005年6月29日 - ）は、東京都出身のバスケットボール選手。
ポジションはスモールフォワード。2024年現在、東京都渋谷区をホームタウンとし、青山学院大学記念館をホームアリーナとするBリーグB1のサンロッカーズ渋谷に所属。

## 人物・来歴
- 身長194cm、体重92kg。
- 2005年6月29日、東京都生まれ。
- 麻布中学校・高等学校出身。 2024年現在は日本の大学に在学中。
- 2024年に特別指定選手枠（U22枠）として大学に在学しながらプロ契約をした。